# Mitch Margo
 (septembre 2019).
Si vous disposez d'ouvrages ou d'articles de référence ou si vous connaissez des sites web de qualité traitant du thème abordé ici, merci de compléter l'article en donnant les références utiles à sa vérifiabilité et en les liant à la section « Notes et références ».
Mitchell Stuart Margo (25 mai 1947 - 24 novembre 2017) est un chanteur et compositeur américain.

## Biographie
Margo est un artiste professionnel dès l'âge de 14 ans. Avec son frère Phil Margo, il est membre des Tokens. Le groupe vocal est surtout connu pour son enregistrement à succès de The Lion Sleeps Tonight, qui a grimpé au numéro 1 du Billboard Hot 100 et y est resté pendant trois semaines en 1961. Les autres hits de The Tokens incluent : Tonight I Fell In Love (que Mitch Margo a co-écrit), J'entends Trumpets Blow[Quoi ?] (écrit par Mitch Margo), Il est en ville[Quoi ?] et Portrait de mon amour[Quoi ?]. 
Margo a également créé des illustrations et de l'animation. Ses œuvres ont été exposées et vendues dans des galeries. Ses peintures sont apparues sur des couvertures d'albums et son animation a été montrée sur USA Network. Il a illustré des livres pour enfants, dont le primé "La toute première aventure de Fulton T. Firefly"[Quoi ?]. Il a également écrit et illustré un autre livre pour enfants intitulé Sara Smiled.
Avec l'aide technique de son fils Damien, Margo a conçu et développé un outil de lecture en ligne gratuit appelé Margo Reader.
Margo est décédé de causes naturelles chez lui, à Studio City, en Californie, à l'âge de 70 ans.